# Roland Möller
Roland Möller (* 14. Juni 1935 in Crawinkel; † 20. Dezember 2017) war ein deutscher Restaurator und Denkmalpfleger.

## Leben und Werk
Möller erwarb das Diplom als Restaurator und arbeitete in Thüringen als Denkmalpfleger, insbesondere als Hauptkonservator der Arbeitsstelle Erfurt des Zentralen Instituts für Denkmalpflege der DDR. Dabei etablierte er mit Untersuchungen von Fassaden in Weimar und Erfurt entgegen der üblichen Praxis die wissenschaftliche Behandlung historischer Architekturoberflächen. Möller war dann Lehrer am 1968 neu eingerichteten Studiengang Restaurierung an der Kunsthochschule Berlin-Weißensee. In den frühen 1980er Jahren ging er an die Hochschule für Bildende Künste Dresden, wo er die Fachrichtung „Konservierung und Restaurierung historischer Wandmalerei und Architekturfarbigkeit“ begründete und eine Professur erhielt. Möller war ein international hochgeschätzter Experte und Lehrer einer bedeutenden Zahl von Restauratoren. Er war maßgeblich an wichtigen restauratorischen Projekten beteiligt, z. B. des Heiligen Grabes Gernrode, der Fresken Moritz von Schwinds in der Elisabethgalerie der Wartburg und ab 1987 des Totentanzes in der Berliner Marienkirche. Auch nach seiner Emeritierung übernahm er hochkarätige Restaurierungsprojekte, u. a. in Südtirol, so am Edel-Ansitz Zimmerlehen in Völs am Schlern und am Ansitz Jöchelsthurn in Sterzing.
Möller veröffentlichte eine bedeutende Zahl von fachlichen Arbeiten.
In der DDR wurde er als Mitglied eines Kollektivs 1980 mit dem Banner der Arbeit III. Klasse geehrt.
Er wurde in Dresden auf dem Striesener Friedhof beigesetzt.
Ortrun Ehrhardt, die Tochter Möllers, ist Musikerin.

## Weblink
- Nachruf auf der Website des Verbandes der Restauratoren